# Афонский кодекс Дионисиев
Афонский кодекс Дионисиев (лат. Codex Athous Dionysiou; условное обозначение: Ω или 045) — унциальный манускрипт IX века на греческом языке, содержащий текст четырёх Евангелий, на 259 пергаментных листах (22 x 16 см). Рукопись получила название от места своего хранения — афонского монастыря Дионисиат.

## Особенности рукописи
Текст на листе расположен в двух колонках по 19 строк в колонке.
Рукопись хранится на афонской горе в монастыре Дионисиат.
Текст рукописи отражает византийский тип текста. Фон Зоден считал его одной из трёх древнейших рукописей, содержащих древнейший вариант текста типа византийского. Рукопись отнесена к V категории Аланда.